# Antoine René de Mirondel
Antoine René de Mirdondel dit Mirdonday, né le 30 janvier 1747 à Vesoul (Haute-Saône), mort le 31 janvier 1797 à Cap-Français (Saint-Domingue), est un général de brigade de la Révolution française.

## États de service
Il entre en service en 1765, dans la compagnie des mousquetaires noirs, et il quitte l’armée en 1770. De retour au service en 1775, dans les gendarmes de la garde, il devient capitaine le 3 juin 1779, au régiment d'Artois. Il est fait chevalier de Saint-Louis le 24 décembre 1788. Le 8 mars 1793, il est nommé adjudant-général lieutenant-colonel, à l’armée des Alpes, et le 20 décembre suivant, il est destitué à cause de ses origines aristocratiques.
Remis en activité, il devient adjudant-général chef de brigade le 12 avril 1795, et le 31 octobre, il est affecté à l’armée de l’Ouest. Il est promu général de brigade le 17 février 1796, et le 12 mai suivant il débarque à Saint-Domingue, comme chef d’état-major du général Rochambeau
Il meurt le 31 janvier 1797, de la fièvre jaune à Cap-Français.

## Sources
- (en) « Generals Who Served in the French Army during the Period 1789 - 1814: Eberle to Exelmans »
- (pl) « Napoléon.org.pl »
- Georges Six, Dictionnaire biographique des généraux & amiraux français de la Révolution et de l'Empire (1792-1814) Paris : Librairie G. Saffroy, 1934, 2 vol.
- Pierre Baudrier, Le général Mirdonday et ses liens avec l’outre-mer, Généalogie et Histoire de la Caraïbe, no 52, septembre 1993, p. 854